# Cojímar
Cojímar è un comune di Cuba, distante circa 7 chilometri da L'Avana.

## Descrizione
Si tratta di un borgo di pescatori della periferia di L'Avana sorto nelle vicinanze del Torreón de Cojimar (Torre di Cojimar), un’antica fortezza spagnola facente parte del sistema difensivo dell’Avana. Il comune è stato di ispirazione per lo scrittore Hemingway, infatti presso il sito è ubicato un monumento in suo onore. Il villaggio è inoltre inserito all’interno della Ruta de Hemingway, un itinerario che segue le orme del noto autore.